# Batalla de la Montaña Roja
La Batalla de la Montaña Roja (en idioma inglés Battle of Pulang Lupa) tuvo lugar en la localidad de Torrijos de Marinduque durante la guerra filipino-estadounidense y se libró el día 13 de septiembre de 1900.
Las fuerzas del coronel Máximo Abad derrotaron a las fuerzas de ocupación norteamericanas al mando de Devereux Shields. Fue una de las peores derrotas sufridas por los americanos durante la guerra.
Un monumento se ubica actualmente en la montaña, donde tuvo lugar la batalla, conocida como Pulang Lupa debido a la tierra roja, que es un nombre también dice que representa la sangre perdida durante la batalla.